# Ray Tomlinson
Raymond Samuel Tomlinson (ngày 23 tháng 4 năm 1941 – 05 tháng 3 năm 2016) là một lập trình viên máy tính người Mỹ triển khai hệ thống thư điện tử đầu tiên trên hệ thống mạng ARPANET, tiền thân của mạng Internet, vào năm 1971. Đó là hệ thống đầu tiên có thể gửi thư giữa người sử dụng trên máy khác nhau kết nối với mạng ARPANET. Trước đây, thư có thể được gửi đi chỉ để người khác sử dụng cùng một máy tính. Để đạt được điều này, ông đã sử dụng các dấu hiệu @ để tách tên người dùng từ tên của máy tính của họ, một kế hoạch đã được sử dụng trong các địa chỉ email kể từ đó. Internet Hall of Fame ghi nhận đóng góp của ông với nhận xét "Chương trình email của Tomlinson mang lại một cuộc cách mạng hoàn chỉnh, thay đổi cơ bản cách thức con người giao tiếp ".